# Wigan Warriors
Il Wigan Warriors Rugby League Football Club è un club britannico di rugby a 13 di Wigan (Greater Manchester).
Fondato nel 1872, il club è tra i fondatori della Northern Rugby Fooball Union del 1895, che diede inizio allo scisma che separò i due codici rugbistici, da allora noti come rugby a 15 (lo Union) e il 13 (il League).
Si tratta del club più vittorioso della storia del rugby a 13 britannico, essendosi aggiudicato al 2013 venti campionati nazionali, 19 Challenge Cup e 3 campionati del mondo di club; in particolare il suo periodo più ricco di successi fu a cavallo tra gli anni ottanta e novanta del XIX secolo, quando si aggiudicò sette titoli nazionali e otto Challenge Cup consecutive.
Dal 1999 il Wigan Warriors disputa i suoi incontri interni al DW Stadium, impianto di proprietà della squadra di calcio del Wigan Athletic.
I suoi colori sociali sono il bianco e il rosso.
La squadra è campione nazionale uscente e detentrice della Challenge Cup, avendo vinto entrambi i titoli nella stagione 2012-13.